# Чёрные колючие акулы
Чёрные колючие акулы, или этмоптерусы (лат. Etmopterus, от др.-греч. ἠθμο- «решетчатый» и πτέρυξ «плавник») — род акул семейства Etmopteridae отряда катранообразных, в который входят 36 видов рыб. Они обитают во всех океанах за исключением Северного Ледовитого океана. Это некрупные глубоководные рыбы, чья длина редко превышает 50 см.
В целом у представителей данного рода верхние зубы оснащены зазубринами, нижние подобны лезвиям. У основания обоих спинных плавников имеются шипы. Второй спинной плавник и шип крупнее первого спинного плавника и шипа. Длина его основания почти в 2 раза превышает длину основания первого спинного плавника. Анальный плавник отсутствует. Ноздри обрамлены короткими кожными складками. Рыло приплюснутое, коническое, длина головы меньше или равна расстоянию от рта до основания грудных плавников. Грудные плавники закруглены. Хвостовой плавник асимметричный, верхняя лопасть удлинена, нижняя развита слабо. У края верхней лопасти имеется заметная выемка. Прекаудальная выемка и латеральные кили на хвостовом стебле отсутствуют. Окраска варьируется от жёлто-коричневого до чёрного цвета.

## Классификация
- Etmopterus baxteri Garrick, 1957 — Новозеландская чёрная акула
- Etmopterus bigelowi Shirai & Tachikawa, 1993
- Etmopterus brachyurus Smith & Radcliffe, 1912 — Короткохвостая чёрная акула
- Etmopterus bullisi Bigelow & Schroeder, 1957 — Полосатая колючая акула
- Etmopterus burgessi Schaaf-Da Silva & Ebert, 2006
- Etmopterus carteri S. Springer & G. H. Burgess, 1985
- Etmopterus caudistigmus  Last, G. H. Burgess & Séret, 2002
- Etmopterus compagnoi  Fricke & I. Koch, 1990
- Etmopterus decacuspidatus  W. L. Y. Chan, 1966 — Гребнезубая чёрная акула
- Etmopterus dianthus  Last, G. H. Burgess & Séret, 2002
- Etmopterus dislineatus  Last, G. H. Burgess & Séret, 2002
- Etmopterus evansi Last, G. H. Burgess & Séret, 2002
- Etmopterus fusus Last, G. H. Burgess & Séret, 2002
- Etmopterus gracilispinis  G. Krefft, 1968 — Широкополосая чёрная акула
- Etmopterus granulosus Günther, 1880
- Etmopterus hillianus Poey, 1861 — Карибская колючая акула
- Etmopterus joungi Knuckey, Ebert & G. H. Burgess, 2011
- Etmopterus litvinovi Parin & Kotlyar, 1990
- Etmopterus lucifer D. S. Jordan & Snyder, 1902 — Светящаяся чёрная акула
- Etmopterus molleri Whitley, 1939
- Etmopterus perryi S. Springer & G. H. Burgess, 1985
- Etmopterus polli Bigelow, Schroeder & S. Springer, 1953 — Африканская чёрная акула
- Etmopterus princeps Collett, 1904 — Большая чёрная акула
- Etmopterus pseudosqualiolus  Last, G. H. Buress & Séret, 2002
- Etmopterus pusillus R. T. Lowe, 1839 — Воронья акула
- Etmopterus pycnolepis  Kotlyar, 1990
- Etmopterus robinsi  Schofield & G. H. Burgess, 1997
- Etmopterus schultzi  Bigelow, Schroeder & S. Springer, 1953
- Etmopterus sculptus Ebert, Compagno & De Vries, 2011
- Etmopterus sentosus  Bass, D'Aubrey & Kistnasamy, 1976 — Рогатая чёрная акула
- Etmopterus spinax  Linnaeus, 1758 — Ночная акула, или Чёрная колючая акула
- Etmopterus splendidus  Yano, 1988
- Etmopterus tasmaniensis  Myagkov & N. A. Pavlov, 1986 — Тасманийский этмоптер
- Etmopterus unicolor  Engelhardt, 1912
- Etmopterus viator  Straube, 2011
- Etmopterus villosus  С. H. Gilbert, 1905 — Гавайская чёрная акула, или гавайская колючая акула
- Etmopterus virens  Bigelow, Schroeder & S. Springer, 1953 — Зелёная колючая акула